# Maria Rosa Llabrés Ripoll
Maria Rosa Llabrés Ripoll, é uma tradutora de literatura clássica grega para catalão. Nasceu em Palma, e licenciou-se em Psicologia em 1974,  e em Filologia Clássica, com matérias de Filologia Catalã em 1976, na Universidade de Barcelona.
É catedrática de Grego em bacharelato, e trabalhou como docente até o ano 2008, ano em que decidiu a dedicar-se à tradução literária de diferentes línguas: catalão, castelhano, inglês, e sobretudo, grego clássico-catalão.

## Obras
Como tradutora grego clássico-catalão podemos destacar:
- Poemes lírics de la Grècia antiga (Eds. Da Magrana, Barcelona, 1999, ISBN 9788482641423)[3]
- Cants de Safo (Eds. Da Magrana, Barcelona, 2006)
- Himnes homèrics (Eds. Do Salobre, Pollença, 2009. ISBN 978-84-937045-6-8)[4]
- Contra el FET de menjar carn de Plutarc (Lleonard Muntaner ed., Palma, 2010)
- El iambre grec. El Gall Editor.  ISBN 978-84-942855-8-5.[5]

Também é autora de dois livros de poemas:La interrogació Vermella (Llibres de Capaltard, Palma, 2003. ISBN 978-84-95512-09-3) e L'ocell rebel (Edicions Can Sifre, Palma, 2007. ISBN 978-84-87312-99-1).
Tem publicado o ensaio “Robert Graves i o món clàssic” (Lleonard Muntaner ed., Palma, 2006. ISBN 978-84-96242-80-7), que obteve o Prémio Cidade de Palma Camilo José Zela de Crítica Literária (2007).